# Сень (город)
Сень (хорв. Senj, итал. Segna, нем. Zengg, лат. Senia) — город в Хорватии, на Адриатическом побережье, в жупании Лика-Сень. Один из двух крупнейших городов провинции (наряду с Госпичем). Население — 5 491 человек (2001).

## Общие сведения
Сень расположен на Адриатическом шоссе в 150 км к северу от Задара, в 22 км к югу от Нови-Винодолски и в 42 км к югу от Риеки.
Рядом с Сенем находится перевал Вратник, отделяющий горы Горского Котара от Велебита. По ту сторону перевала проходит шоссе Загреб — Задар — Сплит (А1), современный автобан, связывающий побережье Адриатики с Загребом и континентальной Хорватией.
В 20 километрах к югу от Сеня находится национальный парк Северный Велебит.
Природные условия вокруг города способствуют сильным ветрам, особенно северо-восточному ветру «бора».
Сень — популярное туристическое место. Также город очень популярен среди яхтсменов и любителей виндсерфинга.
В середине августа в Сене проводится традиционный маскарадный карнавал, привлекающий в город большое количество гостей.

## История
Поселение на месте города существовало с доисторических времён. Под именем Аттиенитис оно упомянуто в греческих источниках, датируемых IV веком до н. э. При римлянах поселение получило имя Сения и использовалось ими как крепость в войнах против иллирийцев.
В VII веке на далматинское побережье пришли славяне и ассимилировали местное население.
Епархия в Сене основана в 1169 г. В 1271 г. Сень стал собственностью могущественной княжеской семьи Франкопанов.
В средние века Сень наряду с островом Крк был одним из главных центров развития глаголической письменности и церковного глаголического обряда.
В XV веке резко выросло военное значение Сеня, расположенного в стратегическом месте, перед перевалом Вратник, ведущего вглубь Хорватии. Отражая атаки, как венецианцев, так и турок, город выдержал бесчисленное количество осад. Для обороны Сеня в 1558 г. на окрестном холме была воздвигнута крепость Нехай. Во время войн с турками на море Сень стал столицей ускоков — знаменитых пиратов-партизан, которым Франкопаны разрешили обосноваться в городе, считая их союзниками в войнах против турок и Венеции.
В XVII веке Сень вошёл в состав Габсбургской империи, что благоприятно отразилось на росте и развитии города. Сень стал одним из крупнейших портов Адриатики, стремительно развивалась торговля, судостроение. В XIX веке после открытия железной дороги Карловац — Риека значение Сеня как портового города начало падать, основной грузопоток переместился в Риеку.
После Первой мировой войны Сень вошёл в состав Королевства сербов, хорватов и словенцев, позднее Королевства Югославия. Во вторую мировую войну исторический центр города серьёзно пострадал от бомбардировок. После второй мировой войны город стал частью СФРЮ, а после её распада в 1991 г. стал частью независимой Хорватии.

## Известные уроженцы, жители
- Адамич, Карло (1887—1945) — словенский и хорватский композитор. В период жизни в Сени Адамич снискал славу плодовитого сочинителя музыки.
- Аццурти, Драгутин (1829—1885) — хорватский государственный деятель. Депутат Хорватского сабора от города Сень (1865—1867) и жупании Приморско-Горанска (1869—1871).

## Достопримечательности
- Крепость Нехай (Nehaj) — символ города. Строительство крепости закончено в 1558 г. Сейчас в крепости — музей.
- Дворец Вукасовичей — дворец XIV века. Перестроен в XV веке. Сочетает в себе элементы готики и ренессанса. Сейчас в здании — городской музей.
- Кафедральный собор св. Марии — построен в XII веке.
- Сеньские солнечные часы — памятный знак на точке, где 45-я параллель пересекает Адриатическое шоссе.

## Города-побратимы
- Кёсег (Венгрия)
- Вратимов (Чехия)